# 川崎里実
川崎 里実（かわさき さとみ、1985年10月24日 - ）は、日本のソングライター、編曲家、歌手。鹿児島県出身。スマイルカンパニー所属。音楽ユニットeyelisのメンバー。

## 人物
ヤマハの音楽スクールでエレクトーンを始め、小学校に入るころ、クラシックピアノに転向。譜面通りに弾くのが嫌で、勝手に和音を足したり、アレンジして弾いたりしていたため、先生にはあきれられていた。このことが作曲に繋がり、10歳ころから、自分でピアノを弾いてメロディを作るようになり、中学生のときにはクラスの発表会で作曲を求められることがあった。中学生、高校生のときは重ね録りが分からず、キーボードについているミュージックシーケンサーでリズムを鳴らし、ピアノとベースを同時に引くというトリッキーな録音をしていたという。
高校卒業後、3年コースの専門学校に入学。在学中に現在の事務所のディレクターに声を掛けられ、卒業して1年経って、プロになることを決意。その2か月後にKinKi Kids「ビターショコラ」が決まり、プロの作曲家としてデビューすることとなった。
2012年、同事務所所属のサウンドクリエイターである増田武史、前口渉と音楽ユニットeyelisを結成。同年5月30日、他アーティストに提供していた楽曲をセルフカバーした1stアルバム『PRE-PRODUCTION』でCDデビューを果たした。eyelisでは主に川崎がヴォーカル・コーラスの歌唱も兼ねている。

## 提供作品
A.B.C-Z
- 「To Night’s Love」- 五関晃一ソロ曲（作詞・作曲）

KinKi Kids
- 「ビターショコラ」（作曲）

eyelis
- 「CAN'T TAKE MY EYES OFF YOU」（作曲・ボーカル・コーラス）
- 「I see」（作曲・編曲・サウンドプロデュース・ボーカル）
- 「絆にのせて」（作詞・ボーカル・コーラス）
- 「僕は今」（作曲）
- 「ページ 〜君と綴る物語〜」（作曲）
- 「輝きの欠片」（作曲）

伊波杏樹
- 「愛したい毎日」（作詞、作曲）（作詞は渡邊亜希子と共作）

ウェザーガールズ
- 「Tonight's weather」（作曲・共編曲）（編曲はJeff Miyaharaと共作）

A応P
- 「世界を変えちゃうプロジェクト」（作曲）
- 「帰ってきたウルトラマン」（編曲）
- 「オリンポスのポロン」（編曲）
- 「太陽戦隊サンバルカン」（編曲）
- 「青い地球」（編曲）
- 「ほんとのキスをお返しに」（編曲）
- 「きこえるかしら」（編曲）
- 「マッハバロン」（編曲）
- 「ゲッターロボ!」（編曲）
- 「戦え! ウルトラマン」（編曲）
- 「愛の金字塔」（編曲）
- 「銀河旋風ブライガー」（編曲）
- 「ミミちゃんとパンダコパンダ」（編曲）
- 「宇宙戦艦ヤマト」（編曲）

AKB48グループ
- AKB48
  - 「キャンディー」（作曲）

- 柏木由紀
  - 「それでも泣かない」（作曲）

えのぐ
- 「絵空事」（作曲）

ELISA
- 「Special "ONE"」（作曲）

大橋彩香
- 「I knew the end of love」（作曲）

JASMINE
- 「恋」（共作曲・編曲）（作曲はJASMINEと共作）

JUJU
- 「君がいるから -My Best Friends-」（作曲）

JUNO
- 「Cry」（作曲）

高垣彩陽
- 「3 leaf clover」（作曲）

たぴみる
- 「好きなもの、好きなこと」（作詞・作曲）

手塚翔太
- 「会いたいよ -Piano Only Ver.-」（編曲）

東京女子流
- 「Killing Me Softly」（作曲）

Doll☆Elements
- 「君のハートに解き放つ!」（共作詞・作曲）（作詞は高口幸帰と共作）
- 「君のコト守りたい!」（共作詞・作曲）（作詞は高口幸帰と共作）
- 「君のトナリで踊りたい!」（共作詞・作曲）（作詞は高口幸帰と共作）
- 「君のネガイ叶えたい!」（共作詞・作曲）（作詞は高口幸帰と共作）
- 「スキなの?! キライなの?!」（作詞・作曲）
- 「君に桜ヒラリと舞う」（作詞・作曲）
- 「君とミライ作りたい!」（作詞・作曲）
- 「君のオモイ届けたい」（作詞・作曲）
- 「しゅがーれす」（作曲）
- 「あれれれ? ここはどこ?」（作詞・作曲）
- 「Doll Magic」（共作詞・作曲）（作詞はメンバーの権田夏海と共作）
- 「君へと続く流れ星」（作詞・作曲）
- 「Doll☆Elements 〜Story〜」（作曲・編曲）
- 「君のヨロコビを包みたくて!」（作詞・作曲）
- 「Doll☆Elements 〜It’s showtime〜」（作曲・編曲）

Trefle
- 「Guilty」（作曲）
- 「風吹く朝に・・・」（作曲）

中原麻衣
- 「It's OK!」（作詞・作曲・編曲）

入野自由
- 「Monet」（作詞・作曲・編曲）（作詞は入野自由と共作）（アルバム「Live Your Dream」収録、2019年3月20日）[4]

早見沙織
- 「ブルーアワーに祈りを」（作曲）
- 「レンダン」（作曲）
- 「あるゆらぐひ」（作曲・編曲）（作曲は早見沙織と共作）
- 「Secret」（作詞・作曲）
- 「Let me hear」（作詞・作曲・編曲）

吉川友
- 「Knight Flight」（作曲）
- 「ありのままの I LOVE YOU!」（作曲）
- 「ハコの中のブルー」（作曲）

山瀬まみ
- 「Thank you,all of my friends.」（作曲）

### アニメソング関連
アウトブレイク・カンパニー
- 「あなたの言葉」（作曲）

IS 〈インフィニット・ストラトス〉
- 「恋をはじめましょう」（作曲・編曲）

会長はメイド様!
- 「Groovin'」（作曲）

拡張少女系トライナリー
- 「Sigh-nage 〜吐心感情戦〜」（作曲）
- 「Metroporitan medicine 〜宇宙の法則でTOKYO〜」（作詞・作曲・編曲）

神のみぞ知るセカイシリーズ
- 「A Whole New World God Only Knows」（作曲）
- 「A Brand New World God Only Knows」（作曲）
- 「God only knows -Secrets of the Goddess-」（Chapter１,2の作曲を担当）[注釈 2]

- 「サマーボーイ」（コーラスアレンジ）
- 「桜色卒業」（作曲）
- 「らぶこーる」（作曲）
- 「ろまんてぃっく愛情」（作曲）
- 「瞳からスノー」（作曲）
- 「微熱ルネサンス」（作曲）
- 「My Color」（コーラスアレンジ）
- 「HAPPYEND」（作曲）
- 「With…you…」（作曲）
- 「初めて恋をした記憶 ～ピアノ伴奏～」（編曲・ピアノ伴奏）
- 「輪舞-revolution」（コーラスアレンジ）
- 「トゥインクル☆スター」（コーラスアレンジ）
- 「女の子って」（編曲）

Code:Realize ～創世の姫君～
- 「twinkle」（作曲）

金色のコルダ Blue♪Sky
- 「Andante」（作曲）

この中に1人、妹がいる!
- 「Daydream Magic」（作曲・編曲）

THE UNLIMITED 兵部京介
- 「未来物語」（編曲）

デジモンアドベンチャーシリーズ
- デジモンアドベンチャー tri.
  - 「Ring」（共作詞・作曲）

ノブナガ・ザ・フール
- 「OATH FOR MY DEARS」（作曲）

ハヤテのごとく!
- 「Tiny Star」（作曲）
- 「クリスマスの少年」（作曲）
- 「Special Thanks -君へ-」（作詞・作曲）
- 「AFTER 0:00(ミッドナイト)」（作曲）
- 「アスタリスク」（作曲・共編曲） （編曲は前口渉と共作）
- 「Special Thanks -君へ-」（作詞・作曲）

ベン・トー
- 「笑顔の法則」（作曲・編曲）

ラブφサミット
- 「LOVE CONNECTION」（作曲）

ラブライブ!
- 「硝子の花園」（作曲）
- 「もしもからきっと」（作曲）
- 「錯覚CROSSROADS」（作曲）

ゆるがろ
- 「ゆるがろのうた」（作詞・作曲）

ヴァイオレット・エヴァーガーデン
- 「未来のひとへ」（作曲・編曲）
- 「Violet Snow」（作曲・編曲）

## レコーディング参加
eyelis
- 「CAN'T TAKE MY EYES OFF YOU」（ボーカル・コーラス）
- 「絆にのせて」（ボーカル・コーラス）
- 「銀世界」（ボーカル・コーラス）
- 「僕は今」（ボーカル・コーラス）
- 「OUTLAWS」（コーラス）
- 「ページ 〜君と綴る物語〜」（ボーカル・コーラス）
- 「輝きの欠片」（ボーカル・コーラス）
- 「ナチュラリズム」（ボーカル・コーラス）

井口裕香
- 「Fun Fanfare」（コーラス）

A応P
- 「Cotona MODE」（コーラス）
- 「初恋Hello注意報」（コーラス）
- 「希望TRAVELER」（コーラス）
- 「愛と勇気とフィロソフィ」（コーラス）

岡本信彦
- 「きっと きっと」（コーラス）

水野佐彩
- 「Good Day」（コーラス）

### アニメソング関連
会長はメイド様!
- 「Very Merry-Go-Round」（コーラス）
- 「Ring a Bell」（コーラス）
- 「Groovin'」（コーラス）
- 「しゃ・ぼん・だ・ま」（コーラス）

がっこうぐらし!
- 「ふ・れ・ん・ど・し・た・い」（コーラス）

神のみぞ知るセカイ
- 「集積回路の夢旅人」（コーラス）
- 「God only knows -Secrets of the Goddess-」（コーラス）
- 「サマーボーイ」（コーラス）
- 「ダーリンベイビ」（コーラス）
- 「My Color」（コーラス）
- 「輪舞-revolution」（コーラス）
- 「トゥインクル☆スター」（コーラス）

モブサイコ100
- 「超能力者にありがとう」（コーラス）